# Richard Savage (4e comte Rivers)
Richard Savage (vers 1654 - 18 août 1712) est le deuxième fils de Thomas Savage (3e comte Rivers) et sa première épouse, Elizabeth Scrope. Après la mort, vers 1680, de son frère aîné Thomas, appelé Vicomte de Colchester, il est désigné sous ce titre jusqu'à ce qu'il accède à la pairie.

## Biographie
Tôt dans sa vie, Richard Savage acquiert la notoriété grâce à son audace et à sa dissipation. Après être devenu lord Colchester à la mort de son frère, il entre au Parlement comme député de Wigan en 1681 et obtient une commission dans le Horseguards sous Patrick Sarsfield en 1686. Il est le premier noble et l'une des premières personnes qui ont rejoint le prince d'Orange à son arrivée en Angleterre et il accompagne le futur William III (nom anglais du prince), à Londres.
Obtenant une promotion dans l'armée, il sert avec distinction dans la guerre de Williamite en Irlande et aux Pays-Bas et est fait major général en 1698 et Lieutenant général en 1702. En 1694, il succède à son père en tant que 4e comte Rivers. Il sert à l'étranger en 1702 sous les ordres de Marlborough, qui se forme une haute opinion de sa capacité militaire et qui le recommande pour le commandement d'une force d'invasion de la France en 1706. L'expédition est finalement détournée vers le Portugal, et Rivers rentre en Angleterre, où Marlborough lui procure un commandement dans la cavalerie.
La faveur que lui manifeste Marlborough ne dissuade pas Rivers de faire sa cour aux conservateurs lorsqu'il devient évident que l'ascendant des Whig est en déclin. Sa nomination en tant que connétable de la Tour de Londres en 1710 sur la recommandation de Harley et sans que Marlborough le sache, en est la preuve indéniable. Rivers rencontre un vif succès à la cour, se voyant confier une mission délicate auprès de l'électeur de Hanovre en 1710, qui est suivie de sa nomination en 1711 en tant que maître général de l'ordre, un poste jusqu'alors occupé par Marlborough lui-même.
Jonathan Swift, qui est intime avec lui, parle de lui comme un grand fripon; mais le doyen a peut-être été déçu de ne pas avoir été mentionné dans le testament de Rivers, car il fait un commentaire féroce sur les legs du comte à ses maîtresses et sur le fait qu'il a négligé ses amis. En juin 1712, Rivers est promu au rang de général et devient commandant en chef en Angleterre; il meurt quelques semaines plus tard, le 18 août 1712.
Il épouse en 1679 Pénélope, fille de Roger Downes, dont il a une fille Elizabeth, qui épouse le 4e comte de Barrymore. Il laisse également plusieurs enfants illégitimes, dont deux par Anne, comtesse de Macclesfield . La liaison de Rivers avec Lady Macclesfield est à l'origine du divorce de cette dame d'avec son mari Charles Gerard (2e comte de Macclesfield) en 1701. Richard Savage, le poète, revendique d'être le fils de Lord Rivers et de Lady Macclesfield. Un fait accepté par Samuel Johnson et est généralement admis, bien que les preuves à l'appui soient erronées à plusieurs égards. Comme Rivers ne laisse aucun fils légitime, le comté est légué à son cousin, John Savage, petit-fils du 2e comte et prêtre de l'Église catholique romaine, à la mort duquel, vers 1735, tous les titres de famille disparaissent.